# تی‌وی‌ال‌ام۵۱۳–۴۶۵۴۶
تی‌وی‌ال‌ام۵۱۳–۴۶۵۴۶ یک ستاره است که در صورت فلکی گاوران قرار دارد.